# HD226654
HD226654 — хімічно пекулярна зоря спектрального класу
A1 й має видиму зоряну величину в смузі V приблизно 11,0.